# Symfonie nr. 4 (Puts)
Kevin Puts voltooide zijn Symfonie nr. 4 "From mission San Juan" in 2007. Hij schreef het werk op verzoek van het Cabrillo Festival of Contemporary Music, dat sinds 1963 jaarlijks wordt gehouden. De première van het werk vond plaats in augustus 2007 door het plaatselijk orkest in het missiehuis van San Juan Bautista. Noch de componist, noch het festival, noch het missiehuis genoot toen internationale bekendheid. Toch had de componist al werken geschreven voor David Zinman, Yo-Yo Ma en Evelyn Glennie. De dirigent was toen een rijzende bekendheid: Marin Alsop. Zij nam het werk vervolgens in juni 2012 op met het Baltimore Symphony Orchestra waarvan ze toen vaste dirigent was, nadat eerder dat jaar uitvoeringen hadden plaatsgevonden.
Puts nam voor ogen dat het genoemde missiehuis vele plaatselijke indianen van de Ohlonestam bekeerde tot het Christendom, maar datzelfde missiehuis daarbij veelvuldig gebruikmaakte van muziek. Puts mengde dan ook voor zijn vierde symfonie hedendaagse klassieke muziek met muziek van die inheemse bevolking van destijds. Puts greep hiervoor bij zijn symfonieën niet altijd op de geschiedenis terug. Zijn Symfonie nr. 3 werd geïnspireerd door de muziek Björk.
Puts schreef zijn instrumentale symfonie in de traditionele vierdelige opzet:
1. Prelude: Mission San Juan Bautista, ca 1800
2. Arriquetpon (diary of Francisco Arroyo de la Cuesta)
3. Interlude
4. healing song

Hij voerde daarbij een orkestratie van:
- 3 dwarsfluiten, 3 hobo’s, 3 klarinetten, 2 fagotten
- 4 hoorns, 3 trompetten, 3 trombones, 1 tuba
- pauken, 3 man/vrouw percussie, harp
- violen, altviolen, celli, contrabassen